# Cladosporium sphaerospermum
Cladosporium sphaerospermum Penz. – gatunek grzybów z klasy Dothideomycetes. Mikroskopijny grzyb chorobotwórczy. powodujący alergie i inne sporadyczne choroby u ludzi.

## Systematyka i nazewnictwo
Pozycja w klasyfikacji według Index Fungorum: Cladosporiaceae, Capnodiales, Dothideomycetidae, Dothideomycetes, Pezizomycotina, Ascomycota, Fungi.
Po raz pierwszy zdiagnozował go w 1882 r. Albert Julius Otto Penzig

## Siedlisko
Cladosporium sphaerospermum to rozprzestrzeniony na całym świecie saprotroficzny występujący w różnorodnych siedliskach. Przeważnie rozprzestrzenia się drogą powietrzną, jego zarodniki znajduje się w powietrzu zarówno na zewnątrz, jak i wewnątrz budynków., także na przedmiotach i na ciele ludzi. Jest halofitem tolerującym silne zasolenie, ale może rozmnażać się także na siedliskach o średnim i małym zasoleniu.
Powszechnie występuje na sufitach pryszniców i łazienek w postaci czarnych plam. Może żywić się olejem zawartym w farbach i jest bardzo trudny do usunięcia.

## Morfologia
Strzępki zbudowane są z dikariotycznych komórek. Po plazmogamii (zlaniu się cytoplazmy dwóch komórek) nie następuje złączenie się ich jąder. Takie dikariotyczne komórki występują głównie w komórkach tworzących worki, pozostała część grzybni jest monokariotyczna.
W temperaturze 30 °C Cladosporium sphaerospermum tworzy sproszkowane, ciemnoszaro zielone kolonie o średnicy 1 cm. W powiększeniu widoczne są struktury przypominające drzewa. Złożone są głównie z rozgałęzionych łańcuchów ciemnych, okrągłych konididiów, które uwalniane są przez pory na szczycie komórek konidiotwórczych. Konidia mają średnicę 3–4,5 μm, czasami uwalniane są pojedynczo, ale często tworzą łańcuchy przez pączkowanie. Na szczycie takiego łańcucha znajduje się najmłodsza komórka. Starsze konidia mogą przybierać kształt podłużny lub tarczowy i osiągać 15 μm długości. Podczas pączkowania konidia C. sphaerospermum często przechodzą przez przegrody, wskutek czego mogą mieć liczne blizny uciskowe.

## Fizjologia
C. sphaerospermum wykorzystuje różne enzymy metaboliczne do przekształcania glukozy, sacharozy i skrobi w dwutlenek węgla i alkohol. Niektóre szczepy wykorzystują różne rodzaje adaptacji metabolicznych, aby wytrzymać ekstremalne warunki. Na przykład szczep o dużej tolerancji na zasolenie, gdy znajdzie się w środowisku o wysokim zasoleniu zwiększa aktywność inwertazy zewnątrzkomórkowej. Posiada też inne enzymy zwiększające aktywność w takich środowiskach, takie jak: aldolaza 1,6-difosforanu fruktozy, liaza izocytrynianowa i dehydrogenaza jabłczanowa cytozolowa. C. sphaerospermum ma zdolność do wzrostu na toluenie jako jedynym źródle węgla i energii. Jest pierwszym organizmem eukariotycznym, który katabolizował toluen jako jedyne źródło węgla i energii. C. sphaerospermum wytwarza różne metabolity wtórne. Wśród nich są: cytrynina, chinolaktacyna A1 i A2, oksylipiny i melanina. Niektóre szczepy produkujące cytryniny są uznawane za patogeny roślinne, ponieważ cytrynina będąca mykotoksyną powoduje pękanie chromosomów, modyfikację pobierania aminokwasów, hamowanie kiełkowania nasion i poliploidyzm. Chinolaktacyny są znanymi inhibitorami czynnika martwicy nowotworu. Jednak funkcja chinolaktacyn w C. sphaerospermum nie jest jasna. Gatunek ten wytwarza także oksylipiny, czyli utlenione kwasy tłuszczowe, które są niezbędne do odżywiania komórek grzyba.

## Chorobotwórczość
Niektóre szczepy mogą powodować u ludzi grupę chorób odgrzybowych zwanych phaeohyphomycosis. Wśród nich wymienić można: grzybice skórne, zapalenie zatok i zapalenie oskrzeli. W 2003 roku opisano przypadek kobiety, u której doszło do zmiany wewnątrzoskrzelowej wywołanej przez C. sphaerospermum. U zwierząt skóra i płuca są najbardziej wrażliwe na porażenie tym grzybem. Na przykład myszy wystawione na działanie grzyba wykazywały infekcje ogólnoustrojowe i podskórne, a u myszy z obniżoną odpornością następowała śmierć. Grzyb ten może również powodować nieprawidłowe zachowanie u ryby lucjan czerwony po infekcji pęcherza moczowego i nerek. Na zakażenie tym grzybem wrażliwa jest również ośmiornica Eledone cirrhosa.
Niektóre szczepy grzyba nie są chorobotwórcze dla ludzi i zwierząt; są jednak szkodliwe dla roślin.

## Potencjalne zastosowania
- C. sphaerospermum może przetrwać i rozwijać się w obszarach o wysokiej radioaktywności oraz zmniejszać poziom promieniowania[4].
- Może być użyty do degradacji węglowodorów aromatycznych, ketonów i niektórych kwasów organicznych[4].
- Może stać się substytutem nawozów chemicznych ze względu na jego zdolność do wytwarzania giberelin, hormonów wzrostu roślin, które są niezbędne do wzrostu i rozwoju roślin[4].